# Daitari
Daitari is een census town in het district Kendujhar van de Indiase staat Odisha. 

## Demografie
Volgens de Indiase volkstelling van 2001 wonen er 4239 mensen in Daitari, waarvan 54% mannelijk en 46% vrouwelijk is. De plaats heeft een alfabetiseringsgraad van 69%. 